# Meltas
Meltas (altgriechisch Μέλτας Méltas) war in der griechischen Mythologie der Sohn von Leokedes, dem König von Argos. 
Nach dem Tod seines Vaters bestieg er den Thron. Das argivische Volk, das seit der Regierung des Medon die Macht des Königs stark eingeschränkt hatte, setzte Meltas schließlich ab und beendete so die argivische Königsherrschaft.